# Pseudobaptria continuata
Pseudobaptria continuata är en fjärilsart som beskrevs av Karl Schawerda 1921. Pseudobaptria continuata ingår i släktet Pseudobaptria och familjen mätare. Inga underarter finns listade i Catalogue of Life.